# Arsène Fokou Fosso
Arsène Fokou Fosso (* 27. Juni 1983 in Yaoundé) ist ein Boxer aus Kamerun.

## Erfolge
Er begann 2007 mit dem Boxsport und gewann 2010 die nationale Meisterschaft im Schwergewicht. Bei den Commonwealth Games 2010 erreichte er den fünften Platz und sicherte sich die Silbermedaille beim Afrika-Cup 2014. 
2017 startete er bei den Afrikameisterschaften in Brazzaville und gewann die Goldmedaille im Superschwergewicht, wodurch er sich für die Weltmeisterschaften 2017 in Hamburg qualifizierte. Dort besiegte er Aleksei Zavatin (3:2) und Cristhian Salcedo (TKO), wodurch er ins Halbfinale einzog. Dort unterlag er gegen Qamschybek Qongqabajew und gewann eine Bronzemedaille.
Bei den Commonwealth Games 2018 in Australien erreichte er das Viertelfinale.